# War Is a Contact Sport
War Is a Contact Sport is een aflevering van de Amerikaanse dramaserie Tour of Duty.

## Synopsis
During the Vietnam War, half of all conscientious objectors already in uniform were granted a discharge.

(Tijdens de Vietnamoorlog kreeg de helft van alle gewetensbezwaarden in uniform ontslag.)

## Verhaal
Als Sld. Hockenberry besluit om een Vietcong soldaat niet dood te schieten, wordt een Amerikaanse soldaat doodgeschoten door diezelfde Vietcong soldaat. Wanneer later in een bordeel Sld. Hockenberry ook nog eens doordraait, wordt hij uitgestoten door de rest van het team. Ondertussen keren SP/4. Ruiz en Sgt. Taylor terug na 22 dagen vermist te zijn en zijn Lt. Goldman en Sgt. Anderson op zoek naar een Vietcong aanvoerroute. Wanneer deze gevonden wordt moeten ze het opnemen tegen een Russische tank.

## Muziek
| Artiest       | Nummer             |
| ------------- | ------------------ |
| Barry McGuire | Eve of Destruction |

Seizoen 1: Pilot · Notes from the Underground · Dislocations · War Lover · Sitting Ducks · Burn Baby, Burn · Brothers, Fathers, and Sons · The Good, the Bad, and the Dead · Battling Baker Brothers · Nowhere to Run · Roadrunner · Pushin' Too Hard · USO Down · Under Siege · Soldiers · Gray-Brown Odyssey · Blood Brothers · The Short Timer · Paradise Lost · Angel of Mercy · The Hill

Seizoen 2: Saigon: Part 1 · Saigon: Part 2 · For What It's Worth · True Grit · Non-Essential Personnel · Sleeping Dogs · I Wish It Would Rain · Popular Forces · Terms of Enlistment · Nightmare · Promised Land · Lonesome Cowboy Blues · Sins of the Fathers · Sealed with a Kiss · Hard Stripe · The Volunteer

Seizoen 3: The Luck · Doc Hock · The Ties That Bind · Lonely at the Top · A Bodyguard of Lies · A Necessary End · Cloud Nine · Thanks for the Memories · I Am What I Am · World in Changes · Green Christmas · Odd Man Out · And Make Death Proud to Take Us · Dead Man Tales · Road to Long Binh · Acceptable Losses · Vietnam Rag · War Is a Contact Sport · Three Cheers for the Orange, White and Blue · The Raid · Payback